# جکسون میلز (نیوجرزی)
جکسون میلز (به انگلیسی: Jackson Mills) یک منطقهٔ مسکونی در ایالات متحده آمریکا است که در جکسون، نیوجرسی واقع شده‌است. جکسون میلز ۳۰ متر بالاتر از سطح دریا واقع شده‌است.